# ماكسيمليون بيغاسوس
ماكسيمليون بيغاسوس هو شخصية خيالية في أنمي يوغي يو!. ظهر ماكسيمليون في الفصل الأول من الموسم الأول. كان بيغاسوس أحد مكتشفي الأثار، وهو مخترع لعبة مبارزة الوحوش ومالك شركة الأوهام ومالك عين الألفية السابق إلى أن سرقها ريو باكورا منه. ورقته المفضلة هي عالم التوون.